# سیارک ۳۵۳۵۶
سیارک ۳۵۳۵۶ (به انگلیسی: 35356 Vondrak، نامگذاری:1997SL3) سی و پنج هزار و سیصد و پنجاه و ششمین سیارک کشف شده‌است که در ۲۵ سپتامبر ۱۹۹۷ کشف شد.